# Manoir de Gruchy
Le manoir de Gruchy était un édifice situé sur le territoire de la commune de Rosel dans le département français du Calvados.

## Localisation
Le monument était situé dans le département français du Calvados, à Rosel, rue du manoir.

## Histoire
Le manoir était daté du XVIe siècle, de la Renaissance.
L'édifice fait l'objet d'une inscription comme monument historique depuis le 18 mars 1927.
Le manoir de Gruchy est détruit ainsi que toutes les maisons du hameau sauf deux pendant les combats de la Bataille de Normandie, Rosel étant situé sur la ligne de front.